# Мечеть Баб-Гисса
Мечеть Баб-Гисса — средневековая мечеть в северном Фесе эль-Бали, старом городе Феса (Марокко). Она расположена рядом с одноимёнными городскими воротами, и включает примыкающее к ней медресе.

## История
Судя по надписи на одной из мраморных колонн, мечеть предположительно была построена в XIV века, во время правления султана из династии Маринидов, Абу-ль-Хасана Али I (1331—1351). В конце XVIII века султан Марокко Мохаммед III бен Абдаллах (1757—1790 гг. н. э.) из династии Алавитов возвёл примыкающее к мечети медресе, а также восстановил и расширил саму мечеть. Также сообщается, что Баб-Гисса подверглась масштабным изменениям и реконструкции в конце XIX века.
Мечеть получила название по близлежащим городским воротам Баб-Гисса, которые в свою очередь были названы в честь зенетского принца аль-Гисса ибн Дунаса, построившего их.

## Описание

### Мечеть
Мечеть занимает площадь около 1440 м² и располагается сразу за северными городскими воротами Баб-Гисса. Это относительно возвышенное место по сравнению с остальной частью Фес эль-Бали, и в результате минарет мечети выделяется на северной стороне медины. Минарет прост и мало украшен. На восточной стороне мечети, рядом с основанием минарета, находится главный вход в мечеть. Ворота украшают типичные марокканские мотивы, включая переплетающиеся полукруги вокруг арки дверного проёма и большую квадратную рамку с полосой дарж-в-ктаф или себка (узор с формами, похожими на пальметты или геральдические лилии). Над дверью расположен резной и расписной деревянный навес, также характерный для традиционной марокканской архитектуры. Рядом с этим входом, примыкающим к городской стене, находится небольшая открытая галерея с настенными фонтанами для ритуальных омовений перед молитвой, украшенная мозаичными плитками (зулляйдж) в геометрических узорах, а также плитками, расписанными арабесками и арабской каллиграфией.
В интерьере мечети доминирует относительно большой внутренний двор или сахн, окружённый галереями с трёх сторон и главным молитвенным залом на юго-восточной стороне. Все они обладают большими, слегка заострёнными подковообразными арками, типичными для средневековых марокканских мечетей. В центре внутреннего двора располагается традиционный фонтан, двор также частично затенён несколькими фиговыми деревьями, что является гораздо менее типичной особенностью для марокканских мечетей. Главный молитвенный зал имеет всего два ряда в глубину. Стена вокруг михраба богато украшены резной лепниной, а в верхней её части находится ряд витражей с решётками с геометрическими узорами.
За молитвенным залом (к югу или юго-востоку) и прилегающее, но изолированное от остальной части мечети, внутреннее молитвенное пространство (такого же размера, как и главный молитвенный зал) используется только для погребальных обрядов и для молитв над телами умерших перед погребением. Этот тип пристройки к мечети редок в исламском мире, но подобный тип здания служит пристройкой к мечети Аль-Карауин. Он должен быть отделён от главной мечети, чтобы поддерживать чистоту последней как постоянного молитвенного пространства (которое по религиозному положению не должно быть загрязнено нечистыми вещами, в том числе мёртвыми телами). К этой части мечети ведёт ещё один монументальный портал с южной стороны комплекса, украшенный излучающим или полукруглым геометрическим рисунком, напоминающим ворота Альмохадов и Маринидов. Так как кладбище Баб-Гисса расположено сразу за соседними городскими воротами, вполне вероятно, что мечеть имела хорошее расположение для оказания ритуальных услуг.

### Медресе
Рядом с мечетью находится медресе XVIII века, возведённое султаном Мухаммедом ибн Абдаллой. К нему можно попасть через дверь в северной стене мечети, но здание расположено с западной или юго-западной стороны мечети. Оно имеет примерно такую же длину, как и мечеть, но только вдвое шире. Строение состоит из двухэтажной галереи вокруг длинного двора со сторонами 22 на 4,8 метров с фонтаном в центре. Помимо пола внутреннего двора, который вымощен простыми мозаичными плитками зулляйдж, медресе по существу не украшено (в отличие от более известных медресе города, таких как гораздо более старое (XIV век) медресе Бу-Инания или более позднее (XVII век) медресе Шерратин). Ныне внутренний двор также покрыт современной светлой крышей, защищающей его от дождя. Галереи ведут к жилым комнатам учащихся.
Занятия проводились в медресе, а в самой мечети также располагались две преподавательские кафедры. В начале XX века в медресе проживало 40-60 студентов, в основном из близлежащих горных районов Марокко. Оно функционирует и поныне.